# Heilig-Geist-Kirche (Bergisch Gladbach)

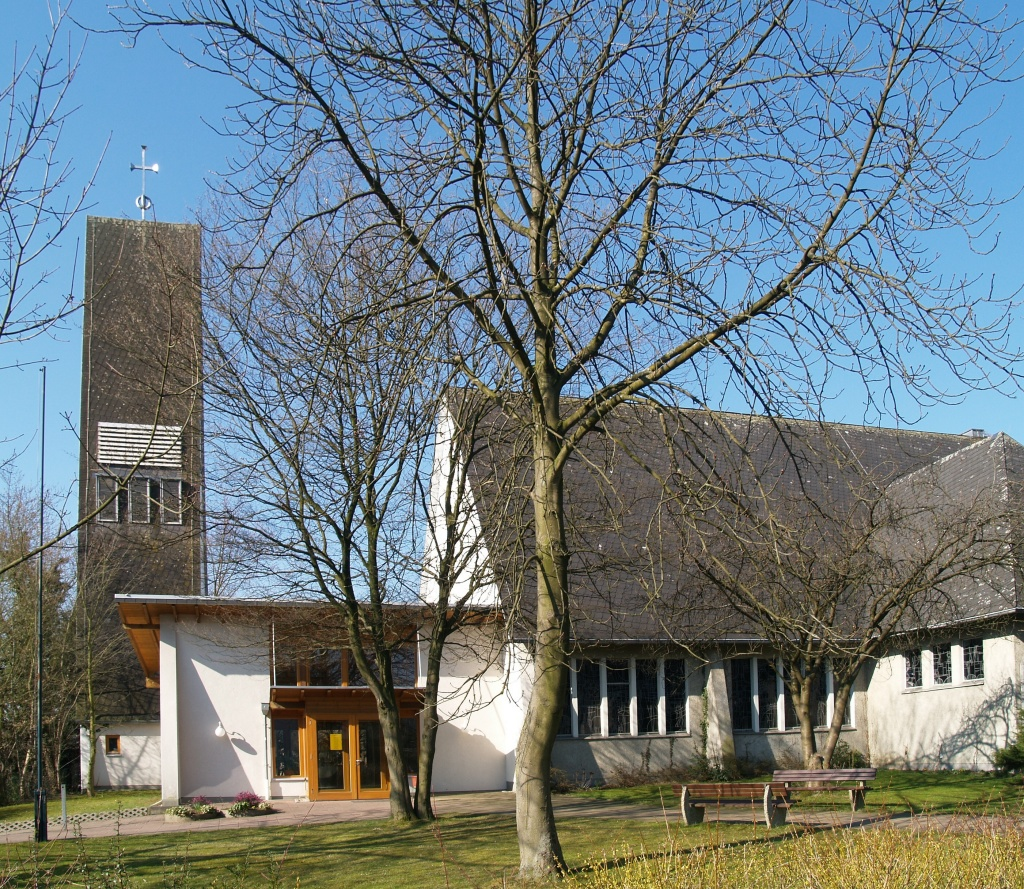
Heilig-Geist-Kirche Bergisch Gladbach-Hand, Blick aus nordöstlicher Richtung

Die Heilig-Geist-Kirche ist eine evangelische Kirche im Bergisch Gladbacher Ortsteil Hand. Die Evangelische Kirchengemeinde gehört zum Kirchenkreis Köln-Rechtsrheinisch der Evangelischen Kirche im Rheinland.

## Geschichte und Architektur
Der erste Spatenstich erfolgte am 13. Dezember 1959, die Grundsteinlegung am 27. März 1960 und die Einweihung am 25. Juni 1961. Das architektonische Design stammt von Bert Gielen aus der Firma Kopp + Gielen.
Der 20 Meter hohe Glockenturm wurde ab Ende 1965 bis Juli 1966 als freistehender Campanile errichtet. Im Jahr 1998 wurde das Kirchengebäude durch den Bau des „Treff am Turm“ (TaT) mit dem Turm verbunden.

## Innenraum und Kunstwerke
Der Altar besteht aus Thüster Kalkstein und wiegt etwa 1,2 Tonnen. Das Bronzekruzifix mit einem lebensgroßen Christusfigur gestaltete Joseph Höntgesberg aus Köln in den Jahren 1963/64.
Das Rundfenster mit über 2 Metern Durchmesser, das die Pfingstgeschichte mit einer Taube über Flammen zeigt, stammt aus der Werkstatt von Heinz Lilienthal und war von Anfang an vorhanden. Die ursprünglichen Fenster im Kirchenschiff waren einfache Mattglasfenster. Im Januar 1969 wurden Buntglasfenster in Auftrag gegeben und bis Pfingsten desselben Jahres fertiggestellt.
Der Taufstein und das Lesepult wurden vom Bildhauer Rudolf Weber entworfen. Der Taufstein besteht ebenfalls aus Thüster Kalkstein, das Lesepult wie die Kanzel auf der anderen Seite aus Eichenholz.

## Orgel
Die alte Orgel wurde am 5. Dezember 1954 in der alten Christuskapelle eingeweiht und später in den neuen Kirchenbau überführt. Sie stammt vom Orgelbauer Alfred Raupach. Die neue Orgel wurde am 12. Dezember 1971 eingeweiht und stammt aus der Werkstatt Emil Hammer Orgelbau in Arnum. Sie wurde 2010 durch die Firma Orgelbau Merten erweitert.

## Glocken
Das Geläut besteht aus vier Glocken, die von der Glockengießerei Gebrüder Rincker hergestellt wurden. Die Glocken sind auf die Töne a’, h’, d’’, e’’ gestimmt und haben folgende Maße und Gewichte:
- Glocke 1: Durchmesser 98,5 cm, Gewicht 511 kg, Ton a’
- Glocke 2: Durchmesser 88 cm, Gewicht 376 kg, Ton h’
- Glocke 3: Durchmesser 74 cm, Gewicht 230 kg, Ton d’’
- Glocke 4 (Pommernglocke von 1780): Durchmesser 59 cm, Gewicht 107 kg, Ton e’’

Das Geläut wurde am 26. Juni 1966 eingeweiht.